# Elkhart and Western Railroad (1888)
Die Elkhart & Western Railroad (E&W) war eine Bahngesellschaft, die 1890 eine Bahnstrecke im Norden des US-Bundesstaats Indiana eröffnete. 1898 wurde das Unternehmen von der Lake Shore and Michigan Southern Railway (LS&MS) der New York Central Railroad (NYC) übernommen.

## Geschichte
In den 1880er-Jahren war die Stadt South Bend durch Strecken der drei konkurrierenden Bahngesellschaften LS&MS, Terre Haute & Indianapolis Railroad und Chicago and Grand Trunk Railway mit dem etwa 140 km entfernten Chicago verbunden. Vom etwa 25 km östlich von South Bend gelegenen Elkhart konnte Chicago hingegen nur über eine Strecke der LS&MS direkt oder mit größeren Umwegen über die Strecke der in Nord-Süd-Richtung verlaufenden Cincinnati, Wabash & Michigan Railway erreicht werden. Die LS&MS konnte in Elkhart somit durch ihre Monopolstellung deutlich höhere Frachtgelder ansetzen. Mehrere Unternehmer aus Elkhart unter Führung des Medikamentenherstellers Herbert Bucklen gründeten daher am 4. Mai 1888 die Elkhart & Western Railroad, um eine eigene Bahnstrecke von Elkhart nach South Bend zu errichten.
Die E&W projektierte eine grundsätzlich parallel zur Strecke der LS&MS verlaufende Trasse, allerdings auf der gegenüberliegenden, nördlichen Seite des St. Joseph Rivers. 1890 wurde ein etwa 1,5 km langer Abschnitt in Elkhart eröffnet. Das Gleis zweigte von der Strecke der Cincinnati, Wabash & Michigan Railway ab, die im Auftrag der E&W zunächst auch die Betriebsführung übernahm. Schwierigkeiten bei der Kreditaufnahme und beim Grundstückserwerb verzögerten den Weiterbau, doch am 28. August 1893 konnte die E&W schließlich ihre Strecke bis Mishawaka bei South Bend in Betrieb nehmen. Mit einer gebraucht von der Northern Pacific Railway (NP) erworbenen Dampflokomotive führte die E&W den Betrieb auf ihrer insgesamt 18,9 km langen Strecke nun in Eigenregie. In Mishawaka bestand eine Verbindung zur Strecke der Grand Trunk, womit die beabsichtigte zweite Verbindung von Elkhart nach Chicago hergestellt war. Eine Verlängerung über Mishawaka hinaus bis zur Strecke der Terre Haute & Indianapolis Railroad wurde noch 1893 begonnen und am 7. November desselben Jahres konnte der Abschnitt über den St. Joseph River in den südlich des Flusses gelegenen Teil Mishawakas eröffnet werden. Der Weiterbau unterblieb jedoch. Am Ostende der Strecke stellte die E&W 1896 ebenfalls eine eigene Brücke über den St. Joseph River und einen Bahnhof auf der Südseite des Flusses fertig.
Spätestens 1895 verbuchte die E&W Gewinne, was das Interesse mehrerer in der Region tätiger Bahngesellschaften weckte. Die LS&MS der Vanderbilt-Familie erwarb die E&W schließlich am 22. Mai 1898. Das Unternehmen E&W bestand danach formal bis mindestens 1940 fort, war aber organisatorisch vollständig in die LS&MS bzw. ab 1915 die New York Central Railroad (NYC) eingebunden.
Die Strecke der E&W gelangte über die LS&MS, die NYC und Penn Central zu Conrail. Conrail verkaufte die am westlichen Ende um einige Kilometer verkürzte, im Güterverkehr genutzte Strecke im November 1996 an die Michigan Southern Railroad. Deren Eigentümer Pioneer Railcorp gründete 2001 eine Tochterfirma zum Betrieb der E&W-Strecke, die den ursprünglichen Namen wieder aufnahm und als Elkhart and Western Railroad tätig ist.

## Infrastruktur
Die E&W errichtete und betrieb eine regelspurige Bahnstrecke von Elkhart nach Mishawaka, die generell in Ost-West-Richtung verlief. Durch kurze Erweiterungen an beiden Enden wurde die ursprünglich 18,9 km lange Strecke auf 20,7 km verlängert. Der einzige Unterwegsbahnhof Twin Branch lag bei Milepost 8,92 (14,35 km von Elkhart). Zahlreiche Anschlussgleise erschlossen Industriebetriebe, darunter die als Werkbahn mit eigenen Lokomotiven betriebene Twin Branch Railroad zu einem Kohlekraftwerk der Indiana & Michigan Electric Company des AEP-Konzerns.
Am östlichen Ende war die E&W-Strecke mit der Infrastruktur der Cincinnati, Wabash & Michigan Railway verbunden, am westlichen Ende mit der Hauptstrecke der Chicago and Grand Trunk Railway. 1986 wurden durch den damaligen Betreiber Conrail etwa fünf Kilometer Strecke in Mishawaka stillgelegt, womit der Netzanschluss seither ausschließlich in Elkhart besteht.

## Fahrzeuge
1893 erwarb die E&W eine durch die Baldwin Locomotive Works gebaute 4-4-0 American-Dampflokomotive gebraucht von der NP. Spätestens 1896 kaufte die E&W eine zweite Maschine.